# Eddie Gribbon
Eddie Gribbon (New York, 3 gennaio 1890 – Hollywood, 28 settembre 1965) è stato un attore statunitense.
Ha preso parte a oltre 180 film dagli anni '10 agli anni '50.

## Filmografia parziale
- L'idolo del villaggio (A Small Town Idol), regia di Erle C. Kenton e Mack Sennett (1921)
- Playing with Fire, regia di Dallas M. Fitzgerald (1921)
- Il fabbro del villaggio (The Village Blacksmith), regia di John Ford (1922)
- The Fourth Musketeer, regia di William K. Howard (1923)
- The Border Legion, regia di William K. Howard (1924)
- The Bat, regia di Roland West (1926)
- Deserto d'oro (Desert Gold), regia di George B. Seitz (1926)
- There You Are!, regia di Edward Sedgwick (1926)
- Convoy, regia di Joseph C. Boyle (1927)
- Night Life, regia di George Archainbaud (1927)
- Cheating Cheaters, regia di Edward Laemmle (1927)
- Streets of Shanghai, regia di Louis J. Gasnier (1927)
- Gang War, regia di Bert Glennon (1928)
- Letti gemelli (Twin Beds), regia di Alfred Santell (1929)
- Temerario nato (Born Reckless), regia di Andrew Bennison e John Ford (1930)
- Il grande dittatore (The Great Dictator), regia di Charlie Chaplin (1940)
- Il villaggio più pazzo del mondo (Li'l Abner), regia di Albert S. Rogell (1940)
- Canyon City, regia di Spencer Gordon Bennet (1943)
- Joe Palooka in The Squared Circle, regia di Reginald Le Borg (1950)